# Theodor Buschmann

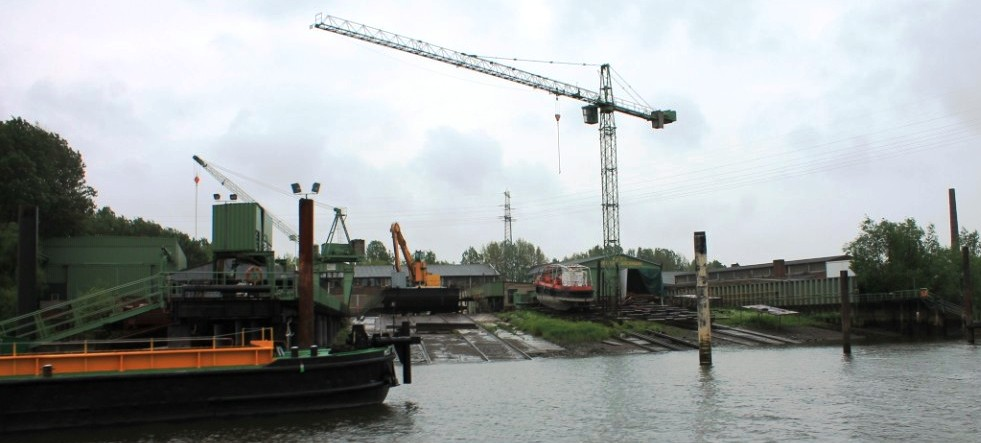
Blick auf die Buschmann-Werft

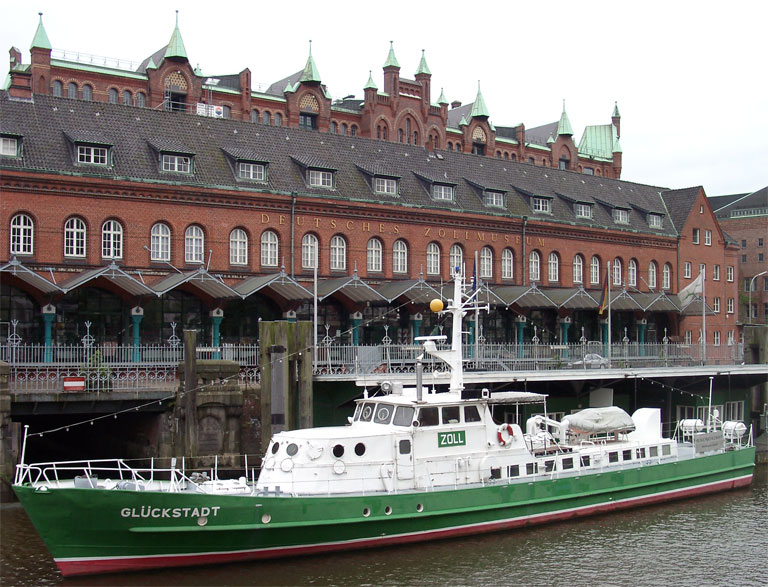
Zollkreuzer Glückstadt, 1954 als Jade von Buschmann gebaut

Die Theodor Buschmann GmbH & Co. KG ist eine Werft in Hamburg.

## Geschichte
Johann Thomas Theodor Buschmann gründete 1882 eine kleine Werft auf dem Steinwerder. Die Ausbreitung von Blohm + Voss führte 1893 zur Umsiedlung auf den Ross am Köhlbrand. Nach dem Tod des Gründers 1912 wurde die Werft von den Söhnen Theodor und Heinrich Buschmann weitergeführt. 1934 trennten sich die Brüder. Heinrich Buschmann übernahm 1935 auf der Peute die Werft vom Westfälischen Kohlekontor, auf der Schuten und Binnenschiffe gebaut wurden. Theodor Buschmann führte den Betrieb des Vaters weiter und baute nach der Zerstörung durch den Krieg 1945 einen neuen Werftbetrieb am Reiherstieg.

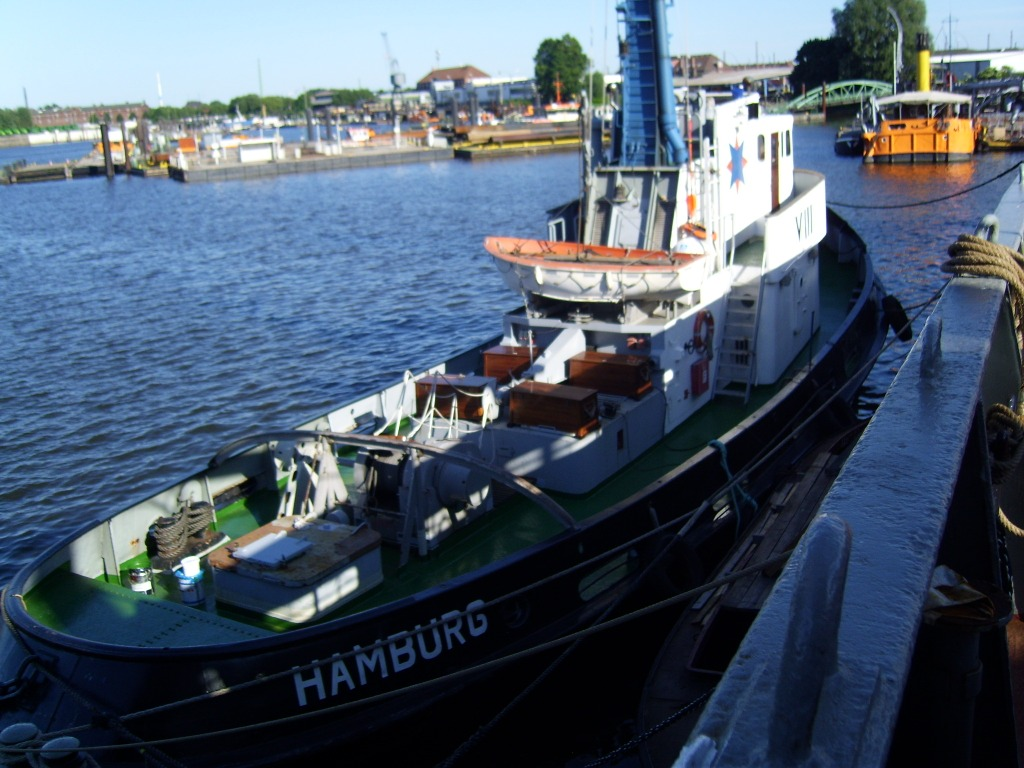
Schlepper Fairplay VIII, 1962 auf der Buschmann-Werft erbaut, liegt neben der Bleichen im Deutschen Hafenmuseum in Hamburg

Anfangs wurden von der Werft überwiegend Schuten gebaut, die im Hamburger Hafen die Ladung der Schiffe an den Dalben zu den Lagerhäusern brachten. Nach 1945 wurden neben Schuten auch kleine Schiffe und Barkassen mit eigenem Antrieb gefertigt. In den 1950er Jahren wurden auch mehrere Zollboote und Binnentanker abgeliefert. Auch Schlepper wurden gebaut, vorwiegend Hafen- aber auch einige Seeschlepper. Hier entwickelte sich eine gute Zusammenarbeit mit der Fairplay Reederei, für die regelmäßig neue Schlepper gebaut wurden. Dennoch musste die Werft im Oktober 1957 ein Vergleichsverfahren beantragen, um den Konkurs abzuwenden. 1958 wurde die Werft von der Fairplay Reederei gekauft.
Überwiegend wurden Schiffe und Schuten für den Einsatz im Hafen und auf Binnengewässern gebaut, die die Vermessung von 1000 BRT nicht überschritten. Von 1882 bis 2014 lieferte die Werft insgesamt 282 Neubauten ab.
Heute firmiert die Werft unter dem Namen Theodor Buschmann GmbH & Co. KG und ist Betriebsteil der Fairplay Towage.